# Дзясіма Нобуко
Дзясіма Нобуко (яп. 麝嶋 伸子; нар. Японія) — японська футболістка, виступала в збірній Японії.

## Кар'єра в збірній
У футболці збірної Японії дебютувала 6 вересня 1981 року в поєдинку проти Англії.

## Статистика виступів у збірній
| жіноча національна збірна Японії | жіноча національна збірна Японії | жіноча національна збірна Японії |
| Рік                              | Матчі                            | Голи                             |
| -------------------------------- | -------------------------------- | -------------------------------- |
| 1981                             | 1                                | 0                                |
| Загалом                          | 1                                | 0                                |